# Ahhotep I

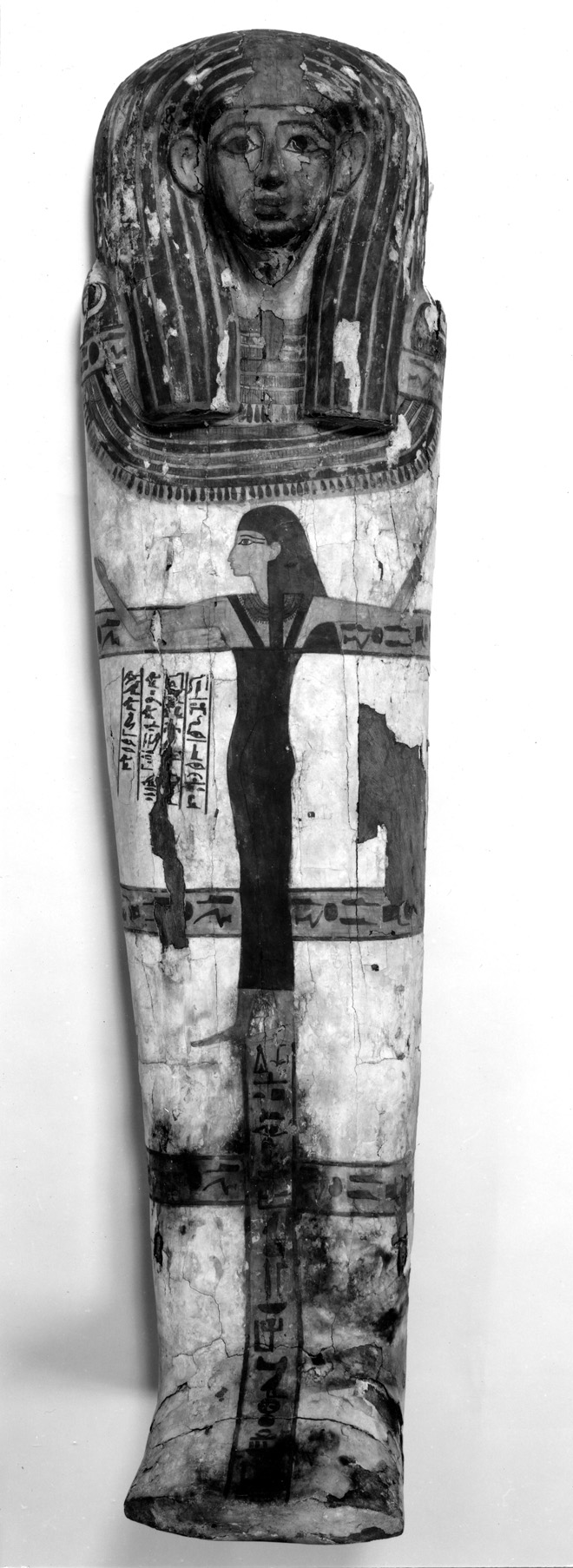
Doodskist van koningin Ahhotep I
(ca. 1550-1458 v. Chr.), Metropolitan Museum of Art

Ahhotep I (ook gespeld Ahhotpe of Aahhotep, betekenend "Vrede van de Maan") was de Egyptische koningin uit de Thebaanse 17e dynastie, die ook deels onder de 18e leefde, en van ca. 1560 - 1530 v.Chr. de overgang naar het Nieuwe Rijk bewerkstelligde. Zij was de dochter van koningin Tetisheri (bekend als Teti de Kleine) en Ta'a I. Zij was waarschijnlijk als zuster ook aan Ta'a II als echtgenote toegewezen. Ahhotep werd hoog geëerd vanwege haar oorlogsdaden.
Zij lijkt een spilfiguur in de geschiedenis van het Oude Egypte en is mogelijk de stichteres van de 18e dynastie van Egypte. Ahhotep heeft een lang en invloedrijk leven gekend. Na de dood van Tao II zou zij als regentes zijn opgetreden voor twee van haar zonen die farao werden, Kamose en Ahmose, om het Egypte van na de Hyksosbezetting te herenigen. Bovendien zou haar matrilineaire afstammingslijn doorheen de 18e dynastie tot aan de dochter van Nefertiti, Anchesenamon doorlopen.
De vorige Egyptische koningin was Tetisheri, haar moeder. Opvolgster van Ahhotep als koningin was waarschijnlijk Ahhotep II of, indien deze identiek zou zijn met Ahhotep, Inhapi.

## Levensloop
Ahhotep I wordt door bepaalde historici beschouwd als grondlegster van de achttiende dynastie, al wordt dit door anderen betwist. Haar echtgenoot, farao Tao II heerste slechts over Opper-Egypte. In die tijd bezetten de invallers uit het Tussenrijk, de Hyksos, Beneden-Egypte. Men denkt dat na zijn dood in de strijd tegen deze Hyksos, Ahhotep een cruciale rol is gaan spelen inzake bestuur, oorlogszaken en algemene leiding over Opper-Egypte.
Ahhotep slaagde er met haar zonen Kamose en Ahmose in om Beneden-Egypte en Opper-Egypte weer met elkaar te verenigen door de Hyksos te verdrijven. Zij eisten het volledig gezag over het land op, en toen Kamose, net als diens vader, in de strijd omkwam vooraleer ze de Hyksos konden verslaan, kreeg Ahmose de troon toegewezen. Maar er zijn aanwijzingen dat dit gebeurde toen hij nog te jong was om daadwerkelijk te regeren. Zodoende was het Ahhotep die het feitelijk bewind als regentes voerde en erin slaagde de Hyksos uit het land te drijven.
Ahhotep leefde tot ongeveer haar negentigste. Haar mummie werd bijgezet naast die van Kamose, in Thebe.
Er zijn aanwijzingen dat zij reeds een invloedrijke rol speelde in de Tweede Tussentijd tijdens en na de dood van haar man.
Op de sarcofaag staat de titel godsvrouw. Zij wordt om die reden beschouwd als eerste godsvrouw van Amon.

## Militaire activiteit
Als krijgsvrouw werd Ahhotep I begraven met militaire eer. Als onderscheiding kreeg zij drie gouden medailles in de vorm van vliegen van eer, die in het Oude Egypte uitzonderlijk werden toegekend. Daarbij heeft zij ook een ceremoniële dolk gekregen. Verder werd zij afgebeeld met de Orde van Waarde en werd vereerd met een stele, besteld door Ahmose I, in de tempel van Amon-Re, waar haar verwezenlijkingen te velde worden geroemd.
Optekeningen duiden aan dat Ahhotep zelf troepen aanvoerde in de strijd tegen de Hyksos. Zo zijn er de grafgiften die in die richting wijzen, en ook de vermelding op een stele voor haar, die aangeeft dat zij een krijgskoningin was die de troepen verenigde:
Zij is het die de riten vervulde en voor Egypte zorgde... Zij zorgde voor haar soldaten, heeft haar beschermd, haar vluchtelingen teruggebracht heeft zij en haar deserteurs bijeengebracht, zij heeft Boven-Egypte de vrede bezorgd door haar rebellen uit te drijven.

## Genealogie
Ahhotep I was de dochter van koningin Tetisheri en Tao I. Zij was de koningsvrouw van haar broer, volgens een oude Egyptische traditie die erin bestond een koningsdochter te huwen om koning te worden en het koninklijk bloed in de afstammingslijn te houden. De koninklijke lijn wordt via de vrouwen nagetrokken.
Volgens een theorie was Ahhotep de moeder van twee farao's, Kamose en Ahmose I, die haar echtgenoot opvolgden nadat die in de strijd tegen de Hyksos sneuvelde, alhoewel het thans waarschijnlijker is gaan lijken dat Kamose een broer was van Tao II, broer en echtgenoot van Ahhotep, en dat hij deze laatste enkel opvolgde wegens een combinatie van het streven van Boven-Egypte en de nog jonge leeftijd van Ahmose I, die ongetwijfeld de zoon was van Ahhotep en Tao II. Kamose kan ook in de strijd tegen de Hyksos zijn omgekomen. Ahhotep I diende het land als regentes tussen het bewind van beiden in.
Tot de andere kinderen van Ahhotep I behoort Nefertari, gehuwd met haar broer Ahmose I (tweede zoon van Ahhotep die patriarch werd), prinsen Ahmose-Sipair en Ahmose-Binpu, en de prinsessen Ahmose-Henutemipet, Ahmose-Meritamon, Ahmose-Nebetta, en Ahmose-Tumerisy.

## Titels
Van Ahhotep I zijn als koninginnentitels bekend:
- ‘‘Koninklijke dochter’‘ (s3t-niswt)
- ‘‘Koninklijke zuster’‘ (snt-niswt)
- ‘‘Godsvrouw’‘ (hmt-ntr)
- ‘‘Grote koninklijke vrouwe’‘ (hmt-niswt-wrt)
- ‘‘Koninklijke moeder’‘ (mwt-niswt)

## Graftombe
Ahhoteps tombe werd quasi intact aangetroffen in 1859 in Dra' Abu el-Naga' te Thebe.
De mummie van Ahhotep bleek in slechte staat en zat in een vergulde kist samen met tal van wapens en juwelen. Onder de grafgiften waren armbanden, halskettingen, hangers, een ceremoniële bijl en dolken, evenals twee modelschepen van zilver en goud.

## Galerij

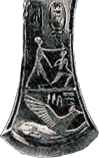
Bijl van Ahmose I die een Hyksos-strijder neerslaat Detail van tekening (ca. 1901), Gaston Maspero Gevonden bij de grafgiften van zijn moeder, Ahhotep I, zelf een strijdster
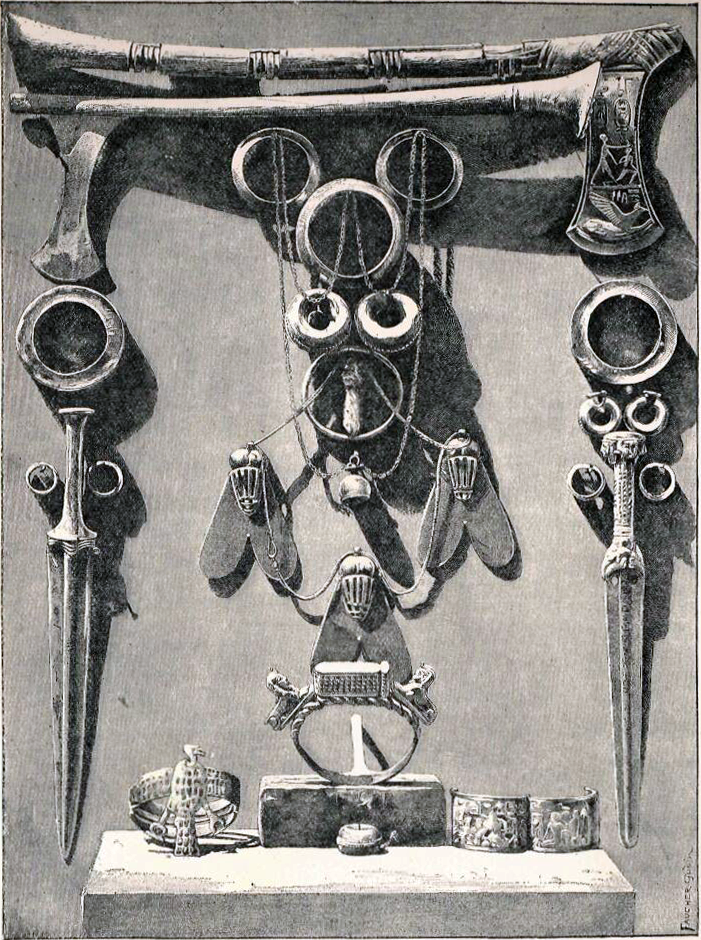
Ceremonieel wapentuig en juwelen van Ahhotep I Luxor Museum (ca. 1901) Tekening van Gaston Maspero Vindplaats graftombe van Ahhotep I Met o.a. een bijl met Ahmose I die een Hyksos strijder neerslaat, en gouden vliegen van eer aan de koningin toegekend wegens haar rol bij het verslaan van de Hyksos
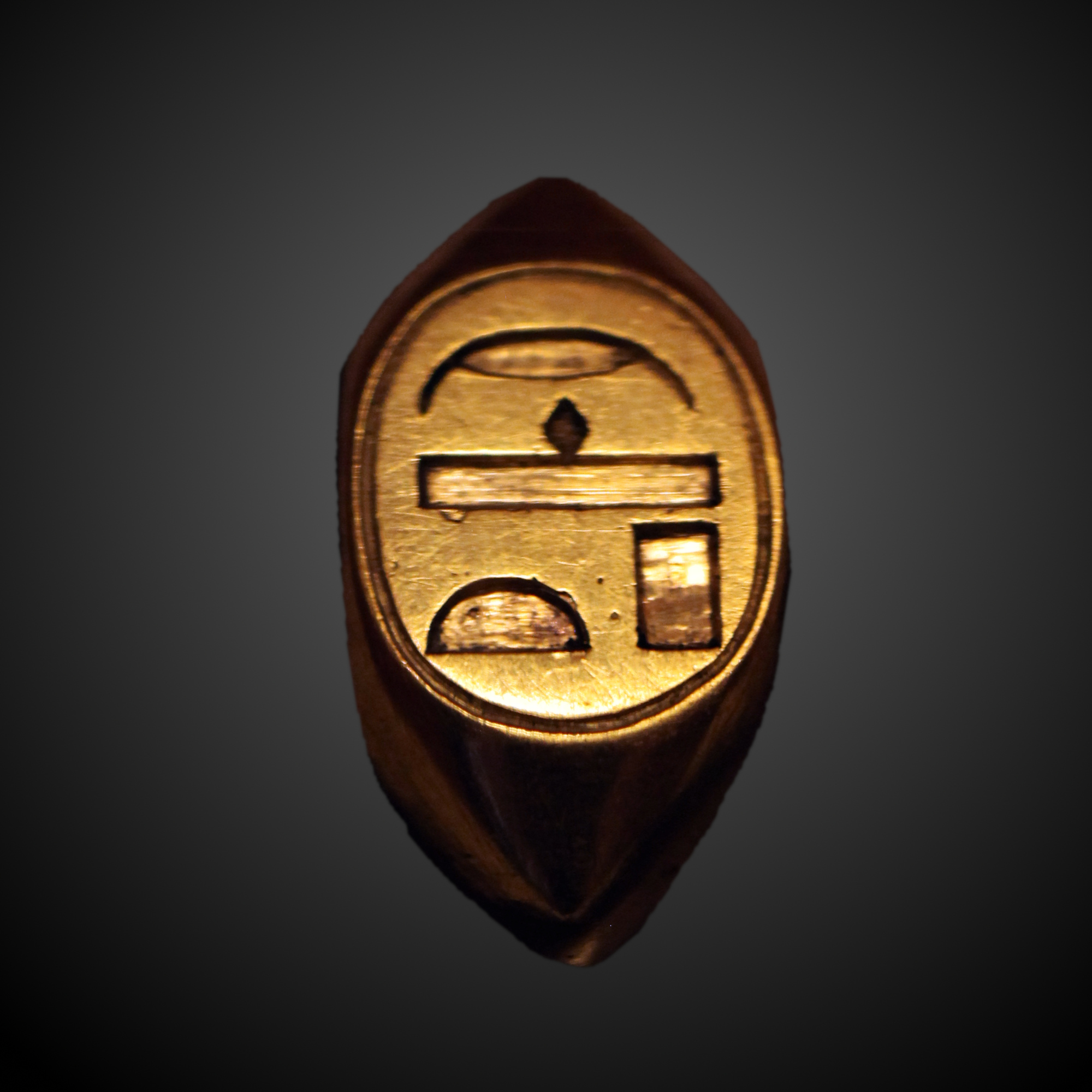
Gouden ring van koningin Ahhotep I (1580-1550 v. Chr.) Louvre
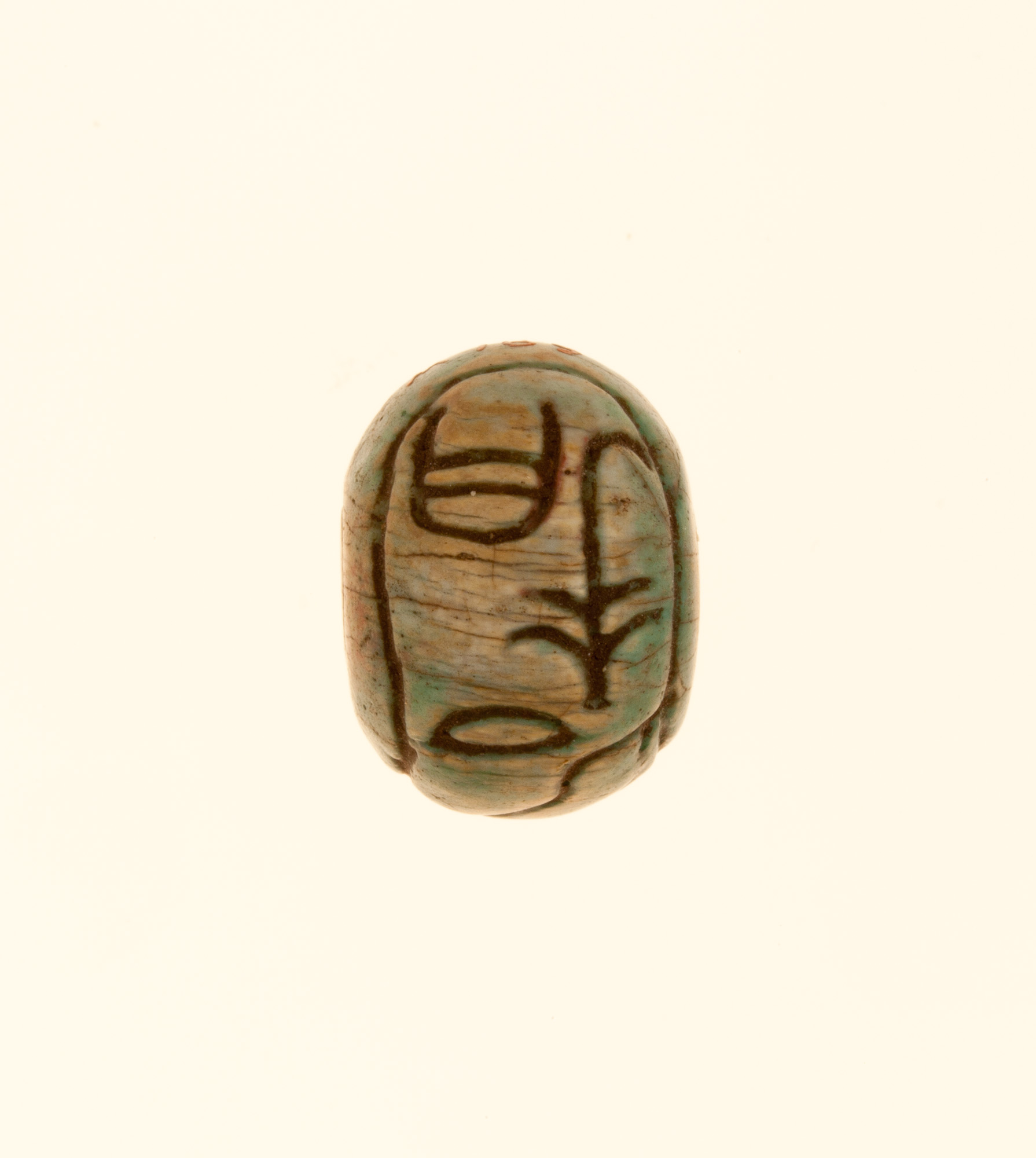
Kraal van steatiet met de naam van koningin Ahhotep I (ca. 1550-1525 v. Chr.) Metropolitan Museum of Art

- Ceremonieel wapentuig en juwelen van Ahhotep I
Luxor Museum
(ca. 1901)
Tekening van Gaston Maspero
Vindplaats graftombe van Ahhotep I
Met o.a. een bijl met Ahmose I die een Hyksos strijder neerslaat, en gouden vliegen van eer aan de koningin toegekend wegens haar rol bij het verslaan van de Hyksos
- Gouden ring van koningin Ahhotep I
(1580-1550 v. Chr.)
Louvre
- Kraal van steatiet met de naam van koningin Ahhotep I
(ca. 1550-1525 v. Chr.)
Metropolitan Museum of Art